# Delias apoensis
Delias apoensis är en fjärilsart som beskrevs av Talbot 1928. Delias apoensis ingår i släktet Delias och familjen vitfjärilar. Inga underarter finns listade i Catalogue of Life.